# NGC 6033
NGC 6033 est une galaxie spirale située dans la constellation du Serpent. Sa vitesse par rapport au fond diffus cosmologique est de 9 212 ± 16 km/s, ce qui correspond à une distance de Hubble de 135,9 ± 9,5 Mpc (∼443 millions d'al). NGC 6033 a été découverte par l'astronome allemand Albert Marth en 1864.
La classe de luminosité de NGC 6033 est II-III.
À ce jour, une mesure non basée sur le décalage vers le rouge (redshift) donne une distance d'environ 114,000 Mpc (∼372 millions d'al). Cette valeur est à l'extérieur des valeurs de la distance de Hubble mais reste compatible avec celles-ci.